# Episodi de I Griffin (decima stagione)
La decima stagione della serie televisiva I Griffin è andata originariamente in onda negli Stati Uniti dal 25 settembre 2011 al 20 maggio 2012 su Fox.
In Italia, la decima stagione è stata trasmessa dal 5 settembre al 14 novembre 2012 su Italia 2.
| N° | Codice di produzione | Titolo                            | Titolo originale                          | Prima TV USA      | Prima TV Italia   |
| -- | -------------------- | --------------------------------- | ----------------------------------------- | ----------------- | ----------------- |
| 1  | 9ACX01               | La lotteria                       | Lottery Fever                             | 25 settembre 2011 | 5 settembre 2012  |
| 2  | 8ACX20               | Psichedelik                       | Seahorse Seashell Party                   | 2 ottobre 2011    | 5 settembre 2012  |
| 3  | 8ACX21               | La storia di Brenda Q             | Screams of Silence: The Story of Brenda Q | 30 ottobre 2011   | 12 settembre 2012 |
| 4  | 9ACX02               | Stewie fa un giro in macchina     | Stewie Goes for a Drive                   | 6 novembre 2011   | 12 settembre 2012 |
| 5  | 9ACX08               | Ritorno al passato                | Back to the Pilot                         | 13 novembre 2011  | 19 settembre 2012 |
| 6  | 9ACX04               | Il giorno del Ringraziamento      | Thanksgiving                              | 20 novembre 2011  | 19 settembre 2012 |
| 7  | 8ACX22               | Il ragazzo amish                  | Amish Guy                                 | 27 novembre 2011  | 26 settembre 2012 |
| 8  | 9ACX05               | La grande avventura               | Cool Hand Peter                           | 4 dicembre 2011   | 26 settembre 2012 |
| 9  | 9ACX07               | Vecchio scorbutico                | Grumpy Old Man                            | 11 dicembre 2011  | 3 ottobre 2012    |
| 10 | 9ACX03               | Quagmire e Meg                    | Meg and Quagmire                          | 8 gennaio 2012    | 3 ottobre 2012    |
| 11 | 9ACX06               | L'amore è cieco                   | The Blind Side                            | 15 gennaio 2012   | 10 ottobre 2012   |
| 12 | 9ACX09               | La forza della preghiera          | Livin' on a Prayer                        | 29 gennaio 2012   | 10 ottobre 2012   |
| 13 | 9ACX10               | Tom Tucker: l'uomo e il suo sogno | Tom Tucker: The Man and His Dream         | 12 febbraio 2012  | 17 ottobre 2012   |
| 14 | 9ACX11               | Attento a quello che desideri     | Be Careful What You Fish For              | 19 febbraio 2012  | 17 ottobre 2012   |
| 15 | 9ACX13               | La farmacia in fiamme             | Burning Down the Bayit                    | 4 marzo 2012      | 24 ottobre 2012   |
| 16 | 9ACX12               | Killer Queen                      | Killer Queen                              | 11 marzo 2012     | 24 ottobre 2012   |
| 17 | 9ACX14               | Non ti scordar di me              | Forget-Me-Not                             | 18 marzo 2012     | 7 novembre 2012   |
| 18 | 9ACX15               | In TV non si fa, Peter            | You Can't Do That on Television, Peter    | 1º aprile 2012    | 7 novembre 2012   |
| 19 | 9ACX17               | Il sig. e la sig.ra Stewie        | Mr. and Mrs. Stewie                       | 29 aprile 2012    | 14 novembre 2012  |
| 20 | 9ACX16               | Meg in saldo                      | Leggo My Meg-O                            | 6 maggio 2012     | 14 novembre 2012  |
| 21 | 9ACX18               | Tea Peter party                   | Tea Peter                                 | 13 maggio 2012    | 14 novembre 2012  |
| 22 | 9ACX19               | Tre storie piccole piccole        | Family Guy Viewer Mail #2                 | 20 maggio 2012    | 14 novembre 2012  |
| 23 | 9ACX20               | Affari interni                    | Internal Affairs                          | 20 maggio 2012    | 14 novembre 2012  |

## La lotteria
- Sceneggiatura: Andrew Goldberg
- Regia: Greg Colton
- Messa in onda originale: 25 settembre 2011
- Messa in onda italiana: 5 settembre 2012

Per risolvere la disastrosa situazione economica, Peter usa tutti i risparmi della famiglia per comprare molti biglietti della lotteria e, nonostante lo scetticismo degli altri membri della famiglia, vince il primo premio. La famiglia non esita a spendere tutti i soldi vinti fino a restare al verde.

## Psichedelik
- Sceneggiatura: Wellesley Wild
- Regia: Brian Iles
- Messa in onda originale: 2 ottobre 2011
- Messa in onda italiana: 5 settembre 2012

La famiglia Griffin rimane bloccata in casa e senza TV a causa di un uragano. Per passare il tempo Brian ingerisce dei funghi allucinogeni, ma subisce un bad trip e viene aiutato da Stewie a rimettersi in sesto. Meg intanto è stufa che la sua famiglia se la prenda sempre con lei e litiga con tutti i suoi parenti; alla fine però comprenderà che l'unico modo per tenere unita la famiglia è fare da capro espiatorio e si riappacificherà con i suoi familiari.
- Nota: questa è la seconda parte di un episodio crossover con American Dad! e The Cleveland Show, iniziata con l'episodio L'uragano e terminata con Uragano.

## La storia di Brenda Q
- Sceneggiatura: Alec Sulkin
- Regia: Dominic Bianchi
- Messa in onda originale: 30 ottobre 2011
- Messa in onda italiana: 12 settembre 2012

Nel tentativo di impiccarsi a casa sua, Quagmire viene soccorso da Peter e Joe e viene portato in ospedale dove viene a trovarlo la sorella Brenda assieme al fidanzato Jeff Merdoso, un uomo manesco e aggressivo che la picchia continuamente. Quando Brenda annuncia a tutti che è incinta e che ha intenzione di sposare Jeff, Quagmire decide di ucciderlo coinvolgendo anche Peter e Joe.
- Eccezionalmente in questo episodio, andato in onda in Italia su Italia 2, per tutta la trasmissione vicino al logo del canale è rimasto fisso il bollino rosso per indicare che questo episodio poteva nuocere ai minori a causa delle scene di violenze domestiche.

## Stewie fa un giro in macchina
- Sceneggiatura: Gary Janetti
- Regia: Julius Wu
- Messa in onda originale: 6 novembre 2011
- Messa in onda italiana: 12 settembre 2012

Stewie, convinto di saper guidare, ruba la macchina di Brian per farsi un giro, però si distrae e si schianta contro un palo riportando l'auto distrutta. Brian si arrabbia e quando minaccia di dirlo a Peter e Lois, Stewie scappa e viene raccolto da Consuela, ex donna delle pulizie dei Griffin. Intanto, Peter diventa amico di Ryan Reynolds, famoso attore di Hollywood, che, trasferitosi nella vecchia casa di Cleveland, si trova in città per girare un film. I due cominciano a frequentarsi, ma, quando Peter capisce che il ragazzo è gay, si reca da lui per chiudere la faccenda. Ryan lo accusa di averlo frainteso e lo liquida in malo modo.

## Ritorno al passato
- Sceneggiatura: Mark Hentemann
- Regia: Dominic Bianchi
- Messa in onda originale: 13 novembre 2011
- Messa in onda italiana: 19 settembre 2012

Brian e Stewie tornano indietro nel tempo, precisamente al primo episodio della serie, Soldi dal cielo, per individuare il posto in cui Brian ha nascosto una pallina da tennis. Ma nonostante l'avvertimento di Stewie di non interagire con i loro del passato, Brian confida a se stesso del passato quello che avverrà l'11 settembre. Questo scatena una serie di cambiamenti nel futuro con conseguenze catastrofiche alle quali i due cercheranno ogni volta di porre rimedio.

### Curiosità
Brian, dato che non poteva impedire l'11 settembre ed essendo ormai diventato uno scrittore pessimo, decide di scrivere Harry Potter prima della Rowling ma questo è impossibile dato che sono nel 1999, cioè quando già da qualche anno la saga in questione era famosa. Questo doveva essere l'ultimo episodio dell'Ottava Stagione dopo il vero, Affettuosamente al Bivio, perché la scena in cui Stewie e Brian tornano a quando loro erano in quella maniera nel passato nelle prime stagioni è sistrimetizzata in 4;3 fino a quest'ultima, tratto dall'attuale dalla scorsa in poi 16;9.

## Il giorno del Ringraziamento
- Sceneggiatura: Patrick Meighan
- Regia: Jerry Langford
- Messa in onda originale: 20 novembre 2011
- Messa in onda italiana: 19 settembre 2012

In casa Griffin si festeggia il Giorno del ringraziamento. Tra gli invitati ci sono anche Joe e sua moglie Bonnie, per i quali però questa giornata è molto triste. Il loro figlio maggiore Kevin Swanson, infatti, è morto in Iraq proprio durante il Giorno del ringraziamento. A sorpresa, però, appare proprio Kevin e racconta di essere stato per cinque anni in coma. Ma Joe scopre che alla fine il ragazzo ha disertato nel momento di un'esplosione. Joe, deluso, cerca di arrestare il figlio, ma alla fine si riappacificheranno.
Curiosità
Quando Kevin ha il flashback, tecnicamente non poteva trovarsi da piccolo a Quahog dato che apparve in città quando ha circa quindici anni.

## Il ragazzo amish
- Sceneggiatura: Mark Hentemann
- Regia: John Holmquist
- Messa in onda originale: 27 novembre 2011
- Messa in onda italiana: 26 settembre 2012

Di ritorno da un viaggio in Ohio che li ha portati sulle montagne russe, la macchina dei Griffin si rompe e la famiglia si ritrova nel cuore della terra degli Amish, presso i quali dovranno alloggiare in attesa che l'auto venga riparata. Meg conosce Eli, un giovane ragazzo della comunità amish, e se ne innamora. Ma i due sono osteggiati da Ezekiel, il padre del ragazzo, che teme la contaminazione dei forestieri. Scacciati dalla comunità, i Griffin ritornano a casa con un ospite inatteso, il giovane Eli, che ha deciso di seguirli, non sopportando l'idea di lasciare Meg. Tra gli Amish e i Griffin scoppia una faida terribile.

## La grande avventura
- Sceneggiatura: Artie Johann, Shawn Ries
- Regia: Brian Iles
- Messa in onda originale: 4 dicembre 2011
- Messa in onda italiana: 26 settembre 2012

Stanchi della routine quotidiana, Peter, Joe, Quagmire e Cleveland (temporaneamente tornato a Quahog) decidono di organizzare un viaggio avventuroso in Georgia senza le mogli, per scappare dalla routine di tutti i giorni. Una volta passato il confine, però, vengono arrestati da uno sceriffo sadico che li condanna ai lavori forzati.

## Vecchio scorbutico
- Sceneggiatura: Dave Ihlenfeld, David Wright
- Regia: John Holmquist
- Messa in onda originale: 11 dicembre 2011
- Messa in onda italiana: 3 ottobre 2012

Carter, il padre di Lois, comincia a dare segni di cedimento: si addormenta alla guida, ma miracolosamente ne esce illeso. I Griffin decidono di mandarlo in una casa di riposo in Florida e Carter decide di andare a vivere lì con sua moglie Barbara. Ma questo non gioverà affatto alla sua salute, perché la vita da pensionato non fa esattamente per lui.

## Quagmire e Meg
- Sceneggiatura: Tom Devanney
- Regia: Joseph Lee
- Messa in onda originale: 8 gennaio 2012
- Messa in onda italiana: 3 ottobre 2012

Dopo il suo diciottesimo compleanno, Meg si lascia sedurre dal subdolo Quagmire e comincia a uscire con lui. Alla fine riesce pure a trascinarla nel suo cottage di montagna, che chiama Il Trombatoio, per abbuffarsela. Ma Peter si oppone ed è sul piede di guerra per difendere l'onore della propria famiglia. Dopo un faticoso inseguimento, riesce ad impedire in extremis che si consumi il lauto pasto.

## L'amore è cieco
- Sceneggiatura: Cherry Chevapravatdumrong
- Regia: Bob Bowen
- Messa in onda originale: 15 gennaio 2012
- Messa in onda italiana: 10 ottobre 2012

Ad una serata dedicata alle persone disabili, Brian conosce Kate, una ragazza cieca, e se ne innamora. Comincia a uscire con lei, ma scopre che detesta i cani. Brian decide di non dirle che lui è un cane e di continuare a frequentarla. Ma un giorno Kate gli chiede di andare a cena con i suoi genitori. Nel frattempo Peter conosce la sua nuova collega sorda chiamata Stella, inoltre, vedendo che le nuove scale sono molto scivolose, decide di vivere in camera da letto.

## La forza della preghiera
- Sceneggiatura: Danny Smith
- Regia: Pete Michels
- Messa in onda originale: 29 gennaio 2012
- Messa in onda italiana: 10 ottobre 2012

Stewie stringe amicizia con Scotty, un bambino affetto da linfoma di Hodgkin, una malattia curabile. Hope e Ben, i genitori di Scotty, sono dei cristiani scientisti: non approvano le cure dato che vanno contro la loro religione e credono che la guarigione di qualsiasi malattia si ottenga solo attraverso la preghiera. Per salvare il piccolo, Lois e Peter decidono quindi di rapire il bambino e portarlo via dall'ospedale per farlo sottoporre ad una terapia adeguata. Alla fine, Hope e Ben si convincono e lasciano che Scotty riceva le cure necessarie.

## Tom Tucker: l'uomo e il suo sogno
- Sceneggiatura: Alex Carter
- Regia: Greg Colton
- Messa in onda originale: 12 febbraio 2012
- Messa in onda italiana: 17 ottobre 2012

Peter scopre che Tom Tucker, conduttore del TG di Channel Five, ha interpretato il ruolo di Michael Myers in Halloween 4 e ha un sogno nel cassetto: tornare a fare l'attore a Hollywood. Peter si offre come agente e se lo porterà ad Hollywood, dove, però, i progetti della coppia naufragheranno perché la strada dello spettacolo è piena di insidie e di false speranze; così, alla fine, decidono di tornare a Quahog. Tom torna così a Channel 5 dove viene accolto da Joyce Kinney, felice del ritorno del collega. Nel frattempo Chris frequenta una ragazza molto simile a Lois, venendone tradito.

## Attento a quello che desideri
- Sceneggiatura: Steve Callaghan
- Regia: Julius Wu
- Messa in onda originale: 19 febbraio 2012
- Messa in onda italiana: 17 ottobre 2012

Un traghetto carico di Mercedes-Benz affonda nel porto di Quahog e Peter, Quagmire e Joe cercano di ripescarne qualcuna. Conoscono così Billy, un delfino che procura a Peter il marchio Mercedes preso dal cofano di un'auto. In cambio, Billy chiede a Peter di ospitarlo in casa sua, per vedere l'effetto che fa vivere sulla terraferma. Intanto, Brian scopre che Emily, la maestra di Stewie, trascura i bambini e li maltratta, ma, affascinato dalla bellezza della donna, non dice niente finché non scopre che ha già un fidanzato.

## La farmacia in fiamme
- Sceneggiatura: Chris Sheridan
- Regia: Jerry Langford
- Messa in onda originale: 4 marzo 2012
- Messa in onda italiana: 24 ottobre 2012

Invischiato in problemi finanziari, Mort chiede aiuto a Peter e Quagmire per salvare la sua farmacia. Tutto prende una brutta piega quando i tre decidono di bruciare la farmacia per prendere i soldi dell'assicurazione.

## Killer Queen
- Sceneggiatura: A. Spencer Porter
- Regia: Joseph Lee
- Messa in onda originale: 11 marzo 2012
- Messa in onda italiana: 24 ottobre 2012

Dopo che Chris ha vinto ad una gara a chi mangia più hot dog, Lois decide di iscriverlo ad un campo dimagrante trascinando dentro anche Peter. Una volta andati là, Peter e Chris rincontrano Patrick, fratello psicopatico di Lois e serial killer delle persone grasse, già apparso in Se non son matti e si imbattono in un misterioso killer che uccide ragazzi in sovrappeso. Intanto, Stewie viene traumatizzato dalla spaventosa copertina dell'album News of the World dei Queen.

### Curiosità
Nel corso dell'episodio appare come cameo Barry Robinson, uno dei personaggi di American Dad!.

## Non ti scordar di me
- Sceneggiatura: David A. Goodman
- Regia: Brian Iles
- Messa in onda originale: 18 marzo 2012
- Messa in onda italiana: 7 novembre 2012

Peter decide di passare la domenica con Brian, Joe e Quagmire. Lois e Stewie sostengono che Brian sia amico di Peter solo perché è il suo cane, e non perché ci sia un legame stretto e naturale fra loro. Peter organizza una battaglia con i laser. Per premio riceve con 5 $ un giornale con scritto "Peter distrugge il mondo" e lo appende in soggiorno. Tornando a casa in macchina i quattro amici si schiantano, risvegliandosi misteriosamente in un ospedale deserto (come tutto il resto della città). I quattro hanno perso completamente la memoria, ma grazie al fiuto di Brian riescono a capire chi sono (a parte Joe, che crede di essere uno spogliarellista, e Brian, che crede di essere il cane di Quagmire, poiché ha fiutato il suo odore sull'erba del vicino).
Joe, Quagmire e Brian si accorgono del giornale-souvenir di Peter e credono che sia stato lui a sterminare l'intera popolazione. Quindi pianificano di ammazzarlo.
Brian, però, sente uno stretto legame con Peter e lo avvisa del pericolo che sta correndo, sacrificandosi per lui. Alla fine si scopre che è stata tutta opera di Stewie, che, con una macchina, era riuscito a verificare cosa sarebbe successo se avessero perso la memoria, per stabilire che Brian ha veramente un legame profondo con Peter.

## In TV non si fa, Peter
- Sceneggiatura: Julius Sharpe
- Regia: Bob Bowen
- Messa in onda originale: 1º aprile 2012
- Messa in onda italiana: 7 novembre 2012

Peter comincia ad appassionarsi ad uno show televisivo per bambini. Quando quest'ultimo viene cancellato, Peter decide di crearsi uno show per bambini tutto suo. Intanto, Meg comincia a lavorare in ospedale per aiutare il dr. Hartman.

## Il sig. e la sig.ra Stewie
- Sceneggiatura: Gary Janetti
- Regia: Joe Vaux
- Messa in onda originale: 29 aprile 2012
- Messa in onda italiana: 14 novembre 2012

Stewie conosce Penelope, una bambina con cui ha molto in comune, incluso l'amore per le armi. Nel frattempo Lois viene schiacciata da Peter durante il sonno, frantumandosi così tre costole. Quindi decide di separare i letti per avere più serenità. Peter però, non riuscendo a dormire senza le "coccole" di Lois, decide di dormire con Quagmire.

## Meg in saldo
- Sceneggiatura: Brian Scully
- Regia: John Holmquist
- Messa in onda originale: 6 maggio 2012
- Messa in onda italiana: 14 novembre 2012

L'episodio rappresenta una parodia del film Io vi troverò.
Meg decide di partire per Parigi con la sua amica Ruth per un semestre scolastico. Ma una volta arrivate, vengono rapite da un'organizzazione criminale che rapisce le ragazze per poi venderle come schiave del sesso. In suo aiuto accorrono Stewie e Brian.

## Tea Peter party
- Sceneggiatura: Patrick Meighan
- Regia: Pete Michels
- Messa in onda originale: 13 maggio 2012
- Messa in onda italiana: 14 novembre 2012

Dopo che il governo di Quahog cerca di chiudere il business illegale di Peter, quest'ultimo si unisce al Tea Party e successivamente a una campagna per far fallire il governo. Nel frattempo Carter ottiene benefici dal caos in città.

## Tre storie piccole piccole
- Sceneggiatura: Tom Devanney, Alec Sulkin e Deepak Sethi
- Regia: Greg Colton
- Messa in onda originale: 20 maggio 2012
- Messa in onda italiana: 14 novembre 2012

Continua una popolare tradizione dello show: Brian e Stewie leggono le mail. Vengono proposte tre piccole storie: una versione britannica della famiglia Griffin, Peter che ottiene dei poteri che gli permettono di trasformare chiunque e qualunque cosa in Robin Williams e il mondo attraverso gli occhi di Stewie.

## Affari interni
- Sceneggiatura: Wellesley Wild
- Regia: Julius Wu
- Messa in onda originale: 20 maggio 2012
- Messa in onda italiana: 14 novembre 2012

Joe tradisce Bonnie con una recluta della polizia, istigato da Peter e Quagmire che gli avevano rivelato che in passato la donna lo aveva tradito con un francese. Quando però Joe scopre che non è vero, Lois e Peter cercano di ricreare l'atmosfera del suo primo incontro con Bonnie per farli tornare insieme, quando ciò accade Joe chiede a Bonnie di perdonarlo, lei dice che ci vorrà un po' di tempo ma a lui basta tutta la vita e l'episodio si conclude con Joe e Bonnie che si baciano.
Nel corso dell'episodio, Peter fa una lotta con Ernie il pollo gigante.